# Gmina zbiorowa Nienstädt
Gmina zbiorowa Nienstädt (niem. Samtgemeinde Nienstädt) – gmina zbiorowa położona w niemieckim kraju związkowym Dolna Saksonia, w powiecie Schaumburg z siedzibą w Helpsen.

## Podział administracyjny
Do gminy zbiorowej Nienstädt należą cztery gminy:
1. Helpsen
2. Hespe
3. Nienstädt
4. Seggebruch